# Kalandstraße 5 (Warburg)

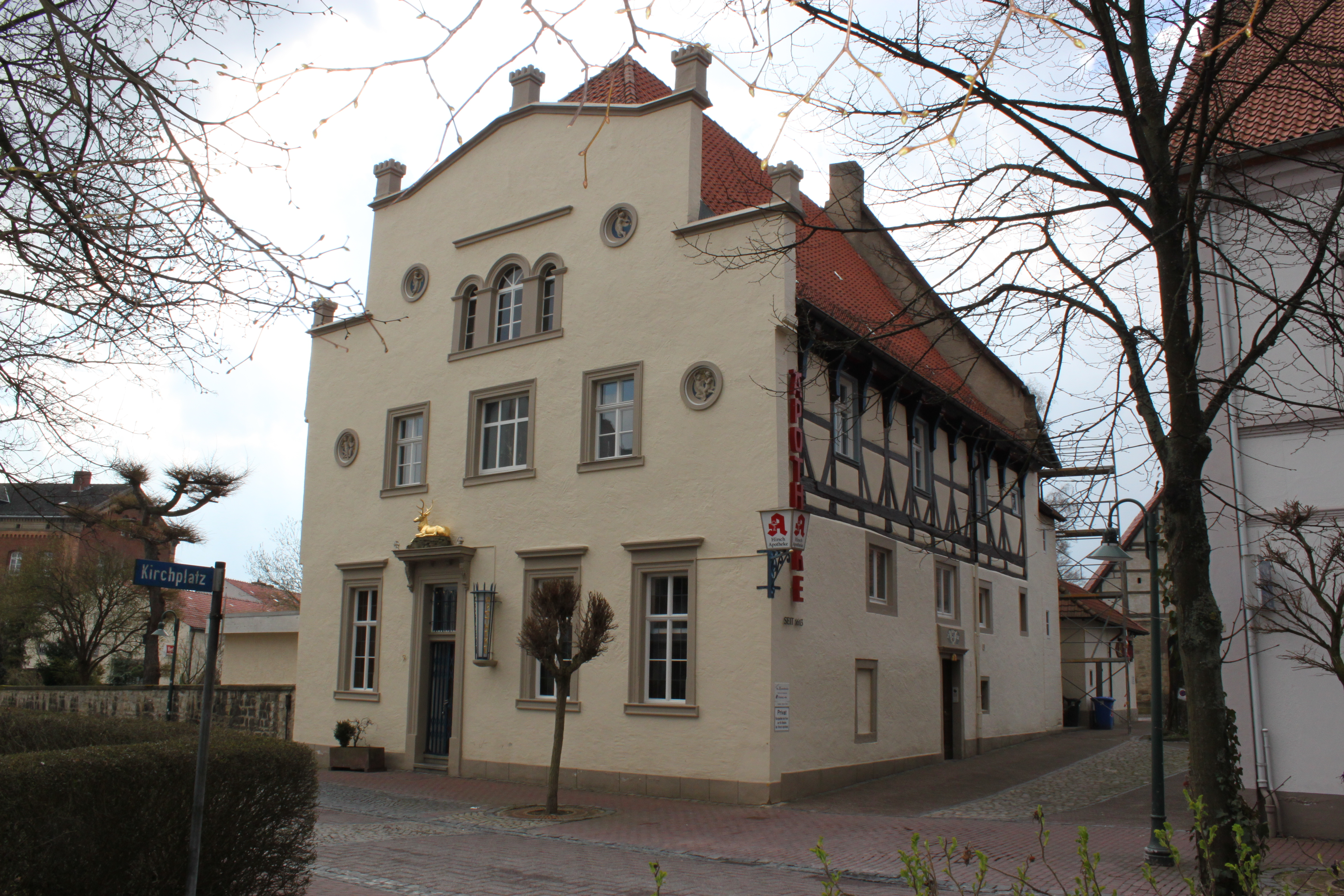
Ansicht von der Kalandstraße

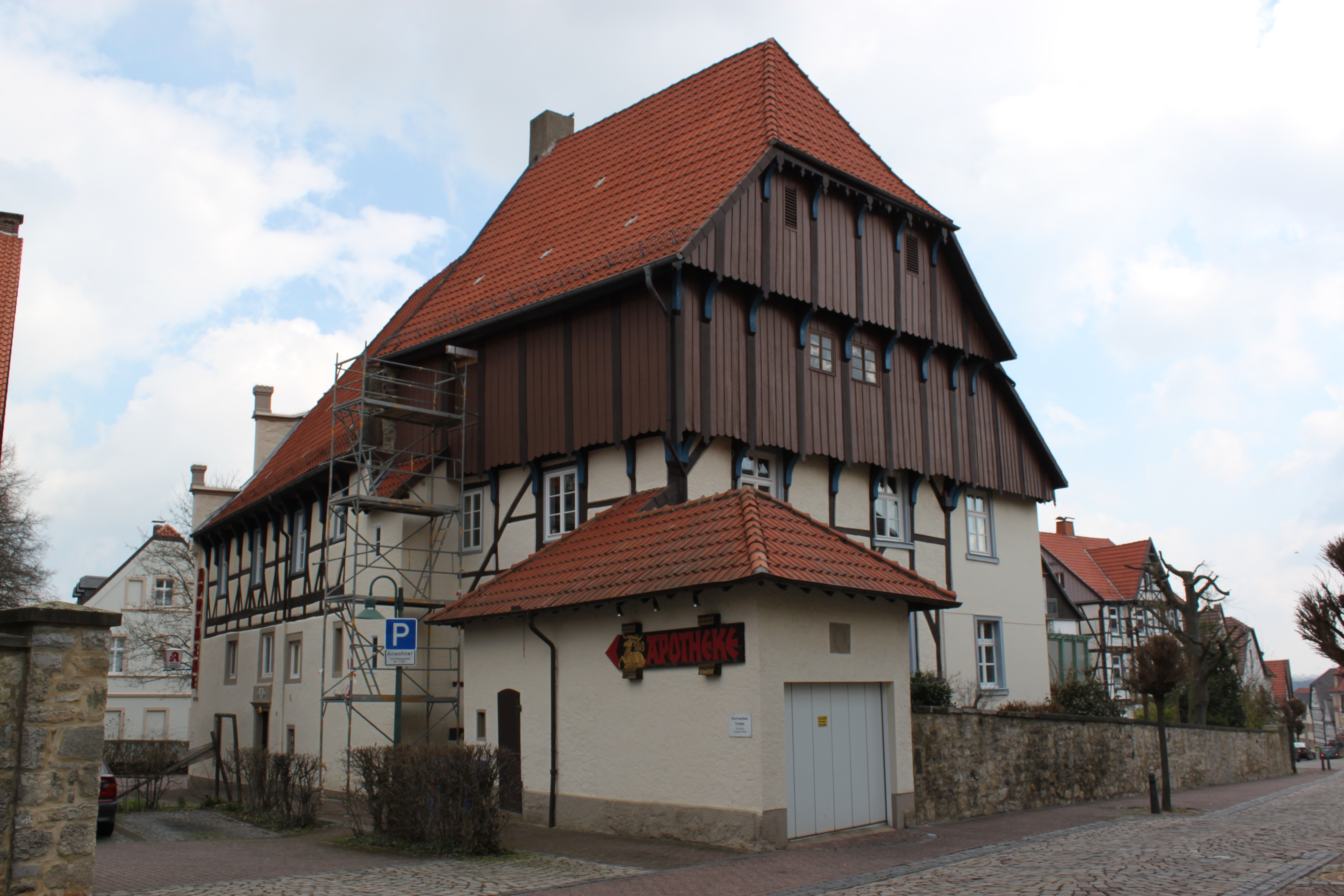
Rückansicht von der Sternstraße

Das Haus Kalandstraße 5, bekannt auch unter dem Namen Hirschapotheke, ist ein im späten Mittelalter erbauter Gebäudekomplex in Warburg. Er steht unter Denkmalschutz und ist in die Liste der Baudenkmäler in Warburg eingetragen.

## Geschichte
Das Grundstück befand sich bis ins 17. Jahrhundert in Besitz der Familie Geyr. Diese hatte sich im 12. und 13. Jahrhundert von Köln über Paderborn nach Warburg ausgebreitet, durch Fernhandel ein großes Vermögen erworben und war zum Patriziat der Stadt Warburg und zum Adel im Fürstentums Paderborn aufgestiegen. 1288 bis 1643 wurden Familienmitglieder immer wieder als Gografen von Warburg, Bürgermeister und Ratsherren erwähnt.
1396 soll bereits ein Bruchsteinhaus auf dem Grundstück entstanden sein. Der heute noch bestehende Bau entstand in der Mitte des 15. Jahrhunderts in 2 Bauabschnitten: 1452–1453 wurde zunächst das heutige Hinterhaus über einem massiven Gewölbekeller neu errichtet. Es wurde „Haus am Kaland“ genannt, da sich sein Eingang an der Sternstraße gegenüber dem ehemaligen Kalandhaus befand. Bereits 2 Jahre später, 1454–55 wurde es durch ein großes Steinhaus bis zur heutigen Kalandstraße erweitert. 1481 war Dethmar Gyr Ratsherr in Warburg. 1490 wurde sein Sohn Johann Geyr von Warburg zu Leuchte († 1510) mit Roden in Waldeck belehnt. 1599 war Herbold Geyr († 1643) Gograf und Bürgermeister. Er war verheiratet mit Anna von Menne und hatte mindestens vier Söhne: Johann Bernard Geyr blieb in Warburg, wo er auch während des Dreißigjährigen Krieges trotz Einquartierungslasten sein Vermögen bewahren konnte und mit sechs anderen Warburgern zur höchsten Steuerstufe gehörte. Zwei weitere Söhne studierten seit 1643 bzw. 1655 an der Universität Paderborn. Peter Geyr (1609–1683) zog nach Köln und stieg dort bis zum Hofrat und kurkölnischem Generaleinnehmer auf. Noch 1725 bescheinigten die Warburger Bürgermeister von Hiddessen und Koch ihren Vorgängern im Amt, „daß Geyr und Gerold keine mechanische Profession gebrauchet, sondern von uralt Patrizien und vornehmen Geschlecht“ gewesen seien.

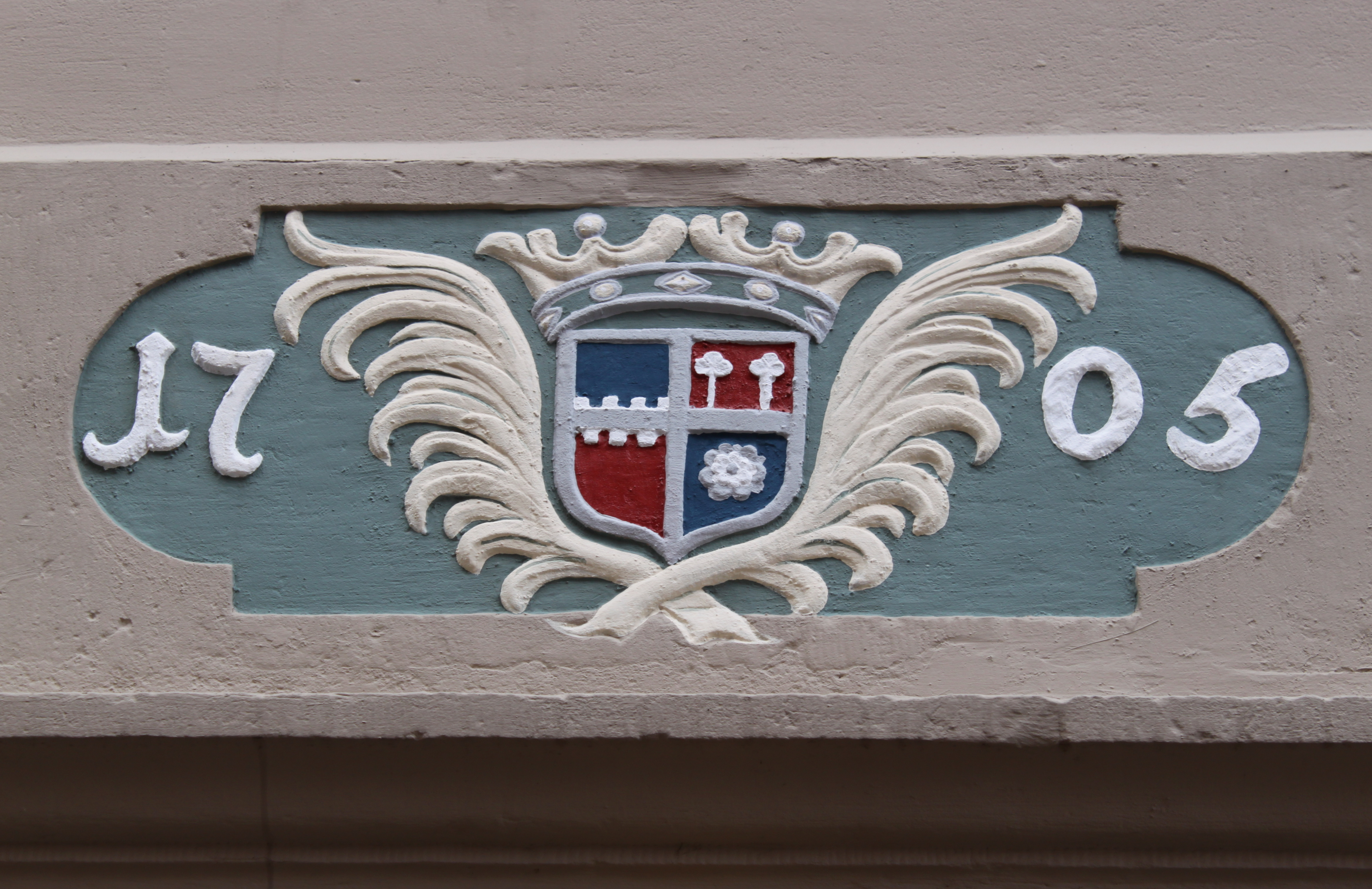
Türsturz am Seiteneingang

1613 wurde unter Herbold Geyer erstmals eine Apotheke im Hause eingerichtet, die von Ludwig Bolte betrieben wurde. 1699 wurden Philipp Ernst und Gottfried Wüstenberg als Apotheker genannt. Sie hatten das Haus offenbar von der Familie Geyr erworben und ließen es 1705–06 durchgreifend als Wohn-Geschäftshaus für ihre Zwecke umbauen und neugestalten. Nach der Schlacht bei Warburg am 31. Juli 1760 ließ sich der britische Generalleutnant John Manners, Marquess of Granby einige Wochen vom Hause verpflegen. Ab 1790 gehörten Haus und Apotheke einer Familie Gödecke. Sie ließ es 1843 erneut neugestalten und nach Abbruch der oberen Staffeln des Straßengiebels mit einer klassizistischen Fassadendekoration versehen. Ihr folgten 1864 der Apotheker Niemer und 1874 der Apotheker Hense. 1908 erwarb der Apotheker Ludwig Küpper das Anwesen, sein Sohn Josef Küpper und sein Enkel Edmund Küpper führten die Apotheke dort bis 2012.

## Gebäude
Das Haus ist in wesentlichen Teilen noch im Zustand von 1452–55 erhalten. Das Hinterhaus mit seinem Gewölbekeller und seinem imposanter Fachwerkaufbau mit seinen über zwei Geschoss geführten Ständerwänden und den mehrfach über Knaggen auskragenden Fachwerkgeschossen ist das älteste datierte Fachwerkhaus in Warburg und der Region. Es beinhaltete wahrscheinlich zwei Wohnetagen, darüber einen Speicherstock und weitere Speicherböden im Fachraum.
Das leicht schräg dazu angeordnete, weitgehend massiv erbaute Vorderhaus ist dagegen nicht unterkellert und hatte wahrscheinlich eine ebenerdig befahrbare Wirtschaftsdiele, über der sich weitere Speichergeschosse befanden. Zwischen beiden Hausteilen befindet sich eine bis unter das Dach geführte Brandwand, die einen früher von beiden Hausteilen benutzbaren Kamin enthält.